# Fiji International 2010
Die Fiji International 2010 im Badminton fanden vom 27. bis zum 29. August 2010 in Suva statt.

## Austragungsort
- Yat Sen Hall, Suva

## Sieger und Platzierte
| Disziplin    | Gold                               | Silber                         | Bronze                         |
| ------------ | ---------------------------------- | ------------------------------ | ------------------------------ |
| Herreneinzel | Rosario Maddaloni                  | Bjorn Seguin                   | Maoni Hu He                    |
| Herreneinzel | Rosario Maddaloni                  | Bjorn Seguin                   | Giovanni Traina                |
| Herrendoppel | Rosario Maddaloni Giovanni Traina  | Arnaud Franzi Fabien Kaddour   | Sebastien Arias William Jannic |
| Herrendoppel | Rosario Maddaloni Giovanni Traina  | Arnaud Franzi Fabien Kaddour   | Maoni Hu He Frederic Ploteau   |
| Dameneinzel  | Agnese Allegrini                   | Johanna Kou                    | Andra Whiteside                |
| Dameneinzel  | Agnese Allegrini                   | Johanna Kou                    | Danielle Whiteside             |
| Damendoppel  | Andra Whiteside Danielle Whiteside | Carline Bentley Gabriella Wong | Magali Bravo Nadia Kasimun     |
| Damendoppel  | Andra Whiteside Danielle Whiteside | Carline Bentley Gabriella Wong | Cécile Kaddour Johanna Kou     |
| Mixed        | Arnaud Franzi Johanna Kou          | William Jannic Cécile Kaddour  | Fabien Kaddour Nadia Kasimun   |
| Mixed        | Arnaud Franzi Johanna Kou          | William Jannic Cécile Kaddour  | Shivneil Chand Andra Whiteside |